# Stadio Helvia Recina-Giuseppe Brizi
Lo stadio Helvia Recina-Giuseppe Brizi è l'impianto sportivo con maggiore capienza della provincia di Macerata. Deve il suo nome ad Helvia Recina, la colonia romana fondata nell'odierna Villa Potenza, una delle tre frazioni del comune di Macerata. Il 18 aprile 2024, è stato cointitolato a Giuseppe Brizi, ex calciatore ed allenatore della Maceratese. 
A fine anni cinquanta l'amministrazione comunale, presieduta dall'avvocato Arnaldo Marconi, decide di costruire un nuovo impianto sportivo ed affida la progettazione all'ingegner Cerri di Roma che, l'11 luglio 1959, inizia i lavori che si concludono nell'estate del 1964 con un impianto di 9 000 posti circa, così suddivisi:
- Tribuna: 2 500 circa
- Gradinata locali: 2 000 circa
- Curva: 3 000 circa
- Gradinata ospiti: 1 500 circa

Successivamente, per rientrare nei parametri dei decreti sulla sicurezza che si sono succeduti negli ultimi anni, la capienza è stata ridotta a 5 850 posti di cui 4 315 agibili.
Lo stadio è stato costruito con una spesa pari a 325 milioni di lire ed è stato inaugurato, il 18 ottobre 1964, con la partita di calcio tra Maceratese e Ternana, valevole per il campionato di Serie C della stagione 1964-1965 e terminata 1-1.

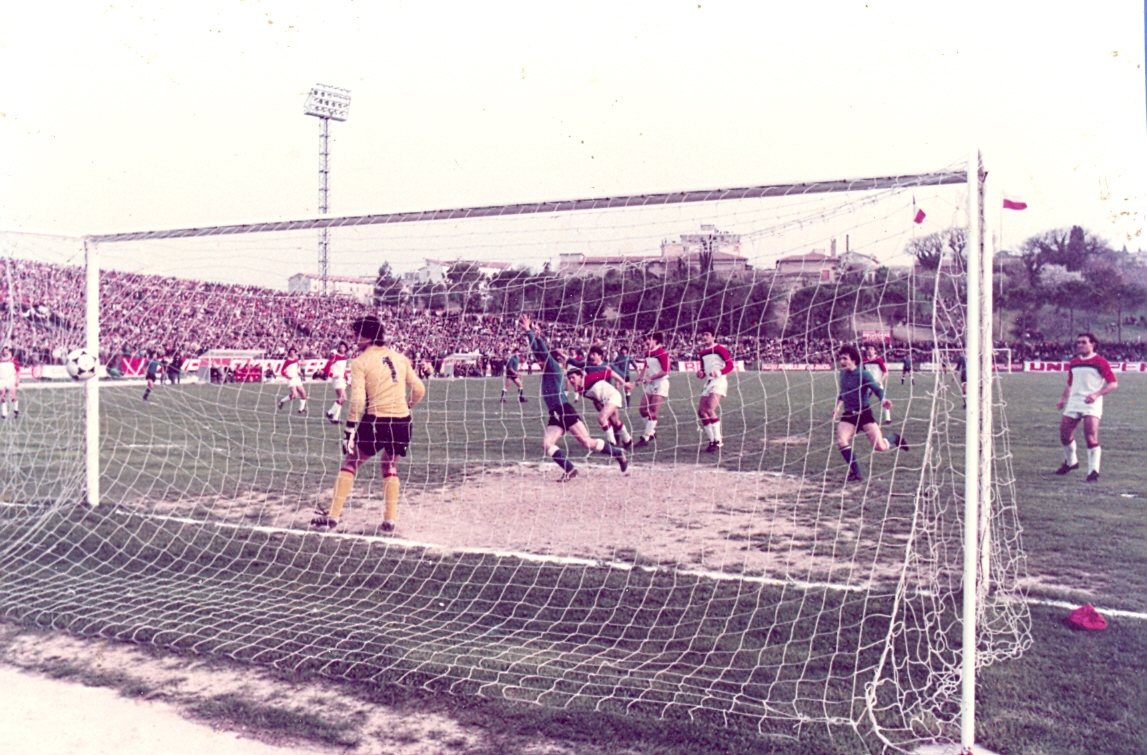
La partita fra Maceratese e Civitanovese valevole per la Serie C2 1980-1981, che fece registrare il record di spettatori all'Helvia Recina: 12900 spettatori.

Il 5 aprile 1981 si giocò il derby tra Maceratese e Civitanovese, valevole per il girone B della Serie C2 della stagione 1980-1981, terminato 1-0 per i padroni di casa, dove fu registrato il record di presenze allo stadio: 12 900 spettatori, ottenuti per l'occasione grazie all'apertura dell'altra curva.
Attualmente, a causa delle norme previste dalla Lega Pro, la capienza è così suddivisa:
- Tribuna: 1 466
- Gradinata locali: 1 018
- Curva: 666
- Gradinata ospiti: 1 165

Per un totale di 4 315 posti agibili.

## Altri usi
Lo stadio è usato anche per l'atletica leggera, dall'AVIS Macerata, e per i giochi scolastici sia a livello comunale che provinciale. Infine, occorre ricordare che dallo stadio Helvia Recina-Giuseppe Brizi parte, annualmente, anche il Pellegrinaggio Macerata - Loreto.